# Flavius Domide
Flavius Virgil Domide (Arad, 1946. május 11. –) román válogatott labdarúgó.

## Pályafutása

### Klubcsapatban
1966 és 1979 között az UTA Arad csapatában játszott, melynek tagjaként két román bajnoki címet szerzett. 

### A válogatottban
1968 és 1972 között 18 alkalommal szerepelt a román válogatottban és 3 gólt szerzett. Részt vett az 1970-es világbajnokságon.

## Sikerei, díjai
UTA Arad
- Román bajnok (2): 1968–69, 1969–70